# Университет Генуи
Университет Генуи (итал. Università degli Studi di Genova) один из крупнейших университетов Италии. Расположен в регионе Лигурия на итальянской Ривьере, основан в 1481 году. По состоянию на 2009 год в нём обучалось 36 728 студентов, работало 1 800 преподавателей и научных сотрудников, а также 1 580 административных сотрудников.

## Территория университета
Университет Генуи разделён на несколько самостоятельных кампусов, расположенных в разных районах города.
Здания основных исторических помещений университета на Via Balbi, 4 и 5 проектировал и строил архитектор Бартоломео Бьянко в 1634—1640-х годах как Палаццо Бальби-Сенарега и соседнее здание колледжа иезуитов. Здания представляют собой выдающийся образец генуэзского барокко, сложившегося под влиянием застройки знаменитого квартала улицы «Ле-Страде-Нуове» в этом городе, который вошёл в историю архитектуры под названием Палацци-деи-Ролли (итал. Palazzi dei Rolli — «Дворцы по спискам»).
Новый комплекс зданий для факультетов химии, информатики, математики и физики в Valletta Puggia, построен в 1980—1990 годах. Факультет экономики располагается в отреставрированных в 1996 году старых доках порта.
Ботанический сад университета, Orto Botanico dell’Università di Genova, занимает один гектар в центре города, рядом с главным зданием университета.
Университет Генуи также имеет ряд региональных учебных заведений в городах Савона, Империя, Санта-Маргерита-Лигуре, Вентимилья и Специя.

## Исторические здания Университета

Парадная лестница главного здания Университета. 1634—1640. Архитектор Б. Бьянко. Фотография 1880-х гг.
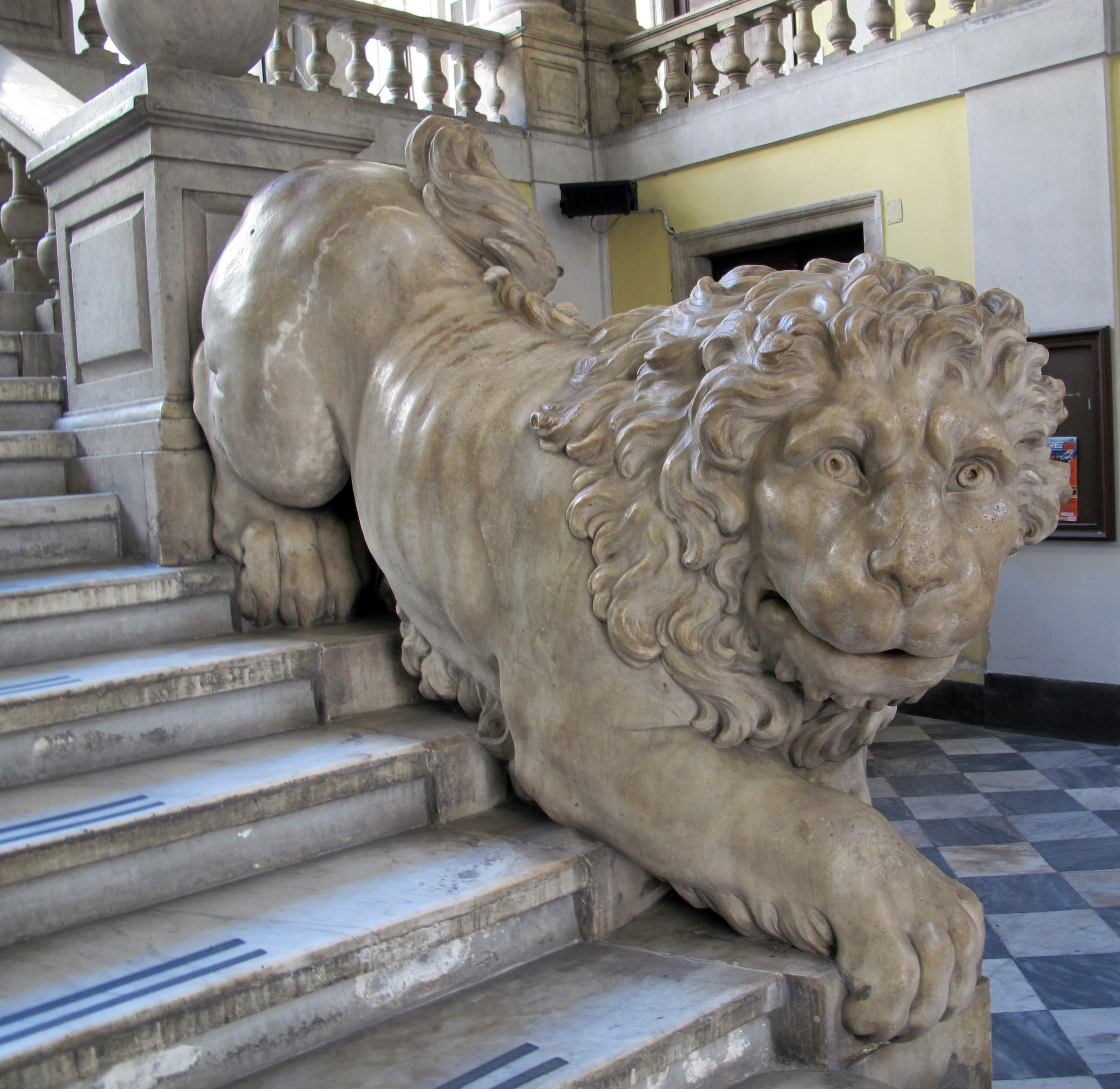
Скульптура льва лестницы Университета
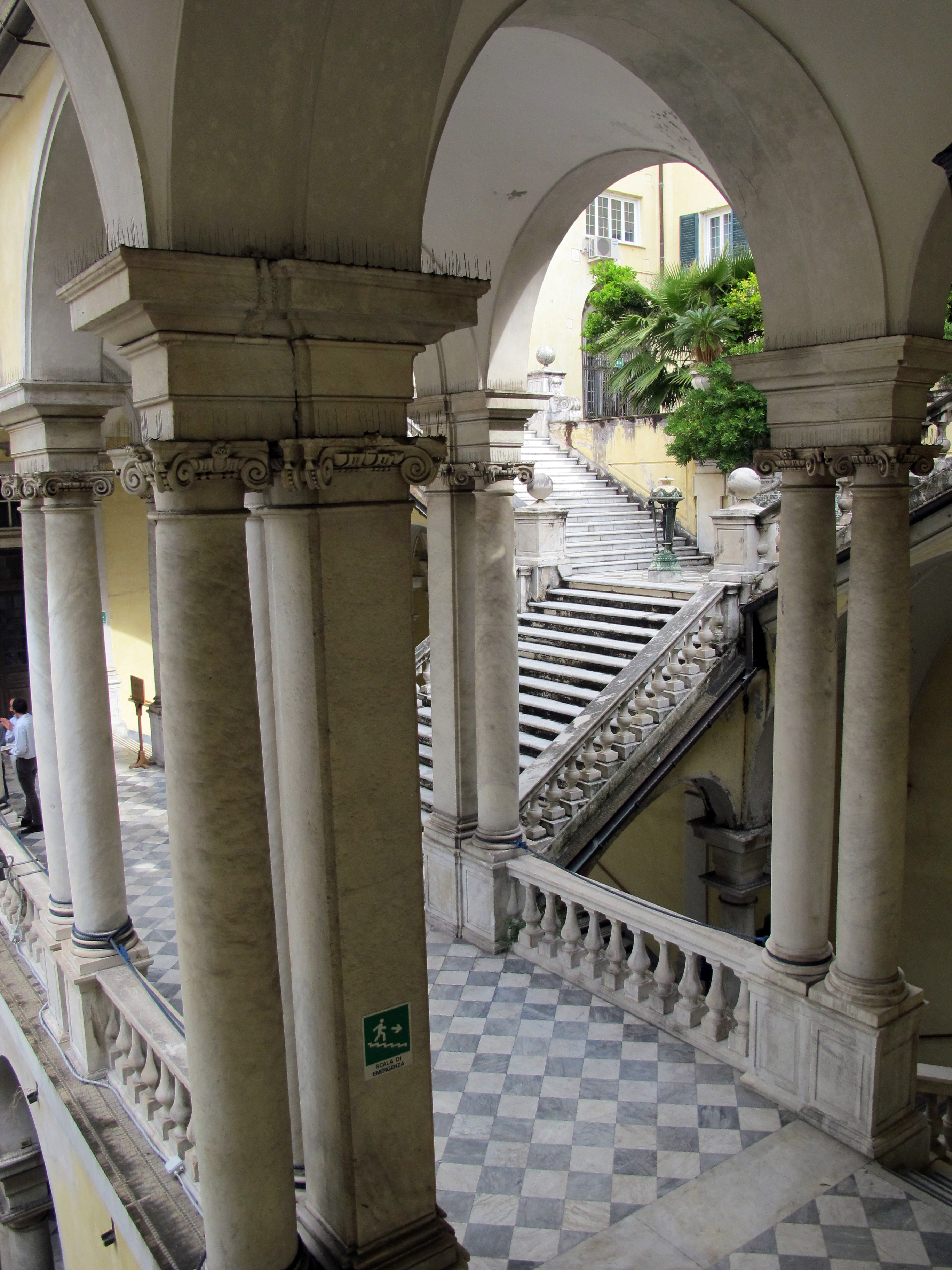
Лестница кортиле (университетского дворика)
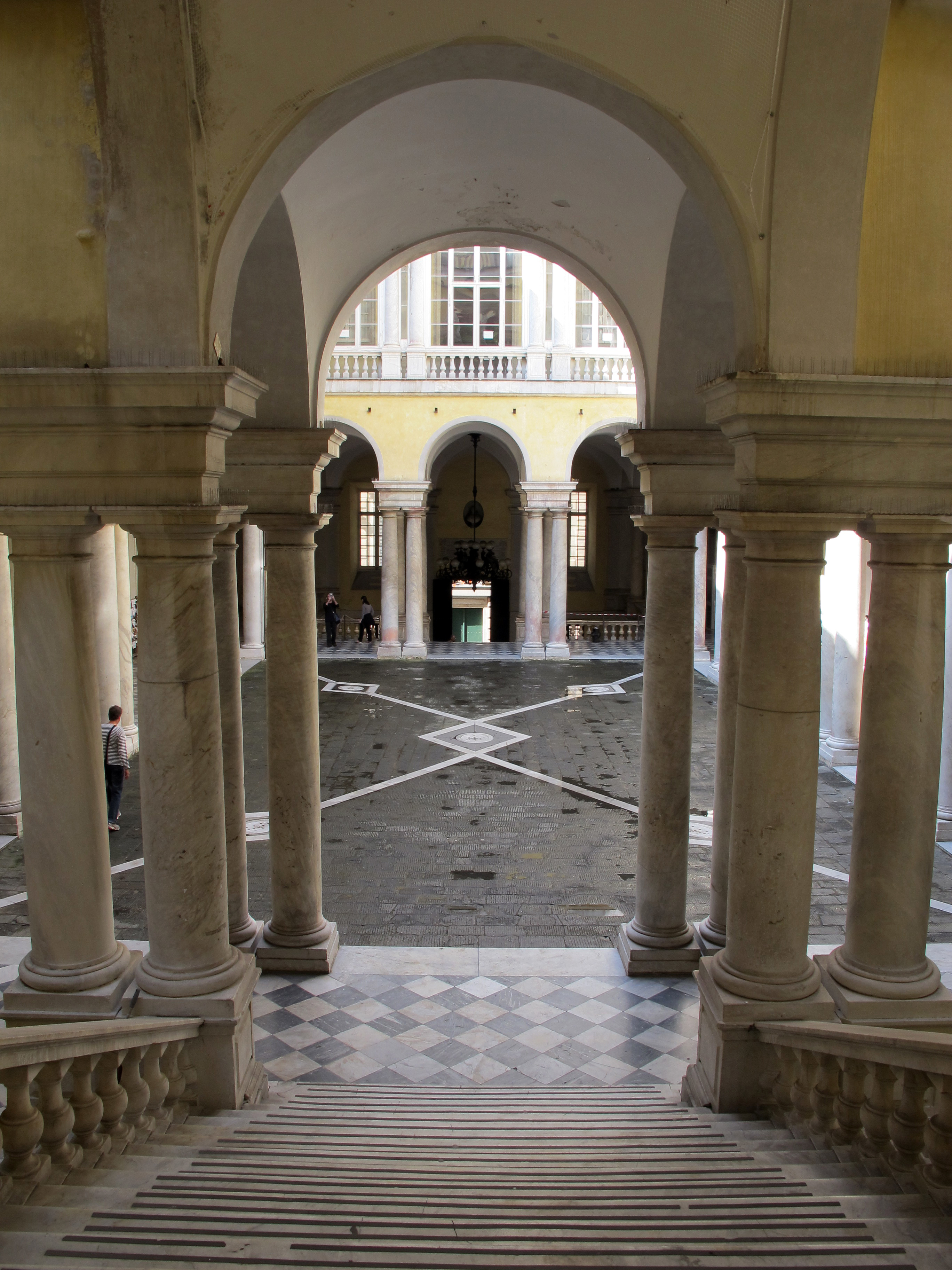
Кортиле (двор)
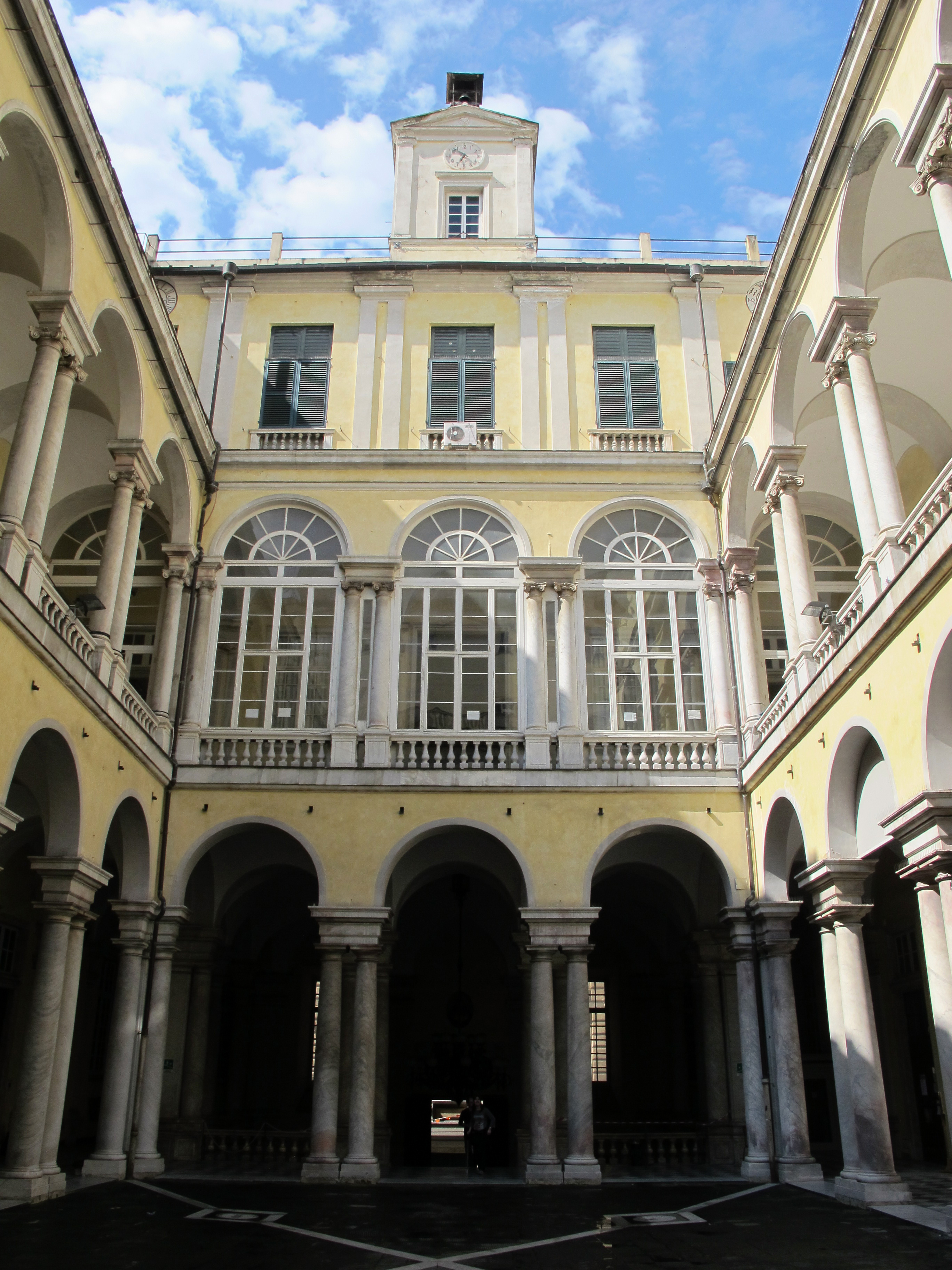
Фасады двора
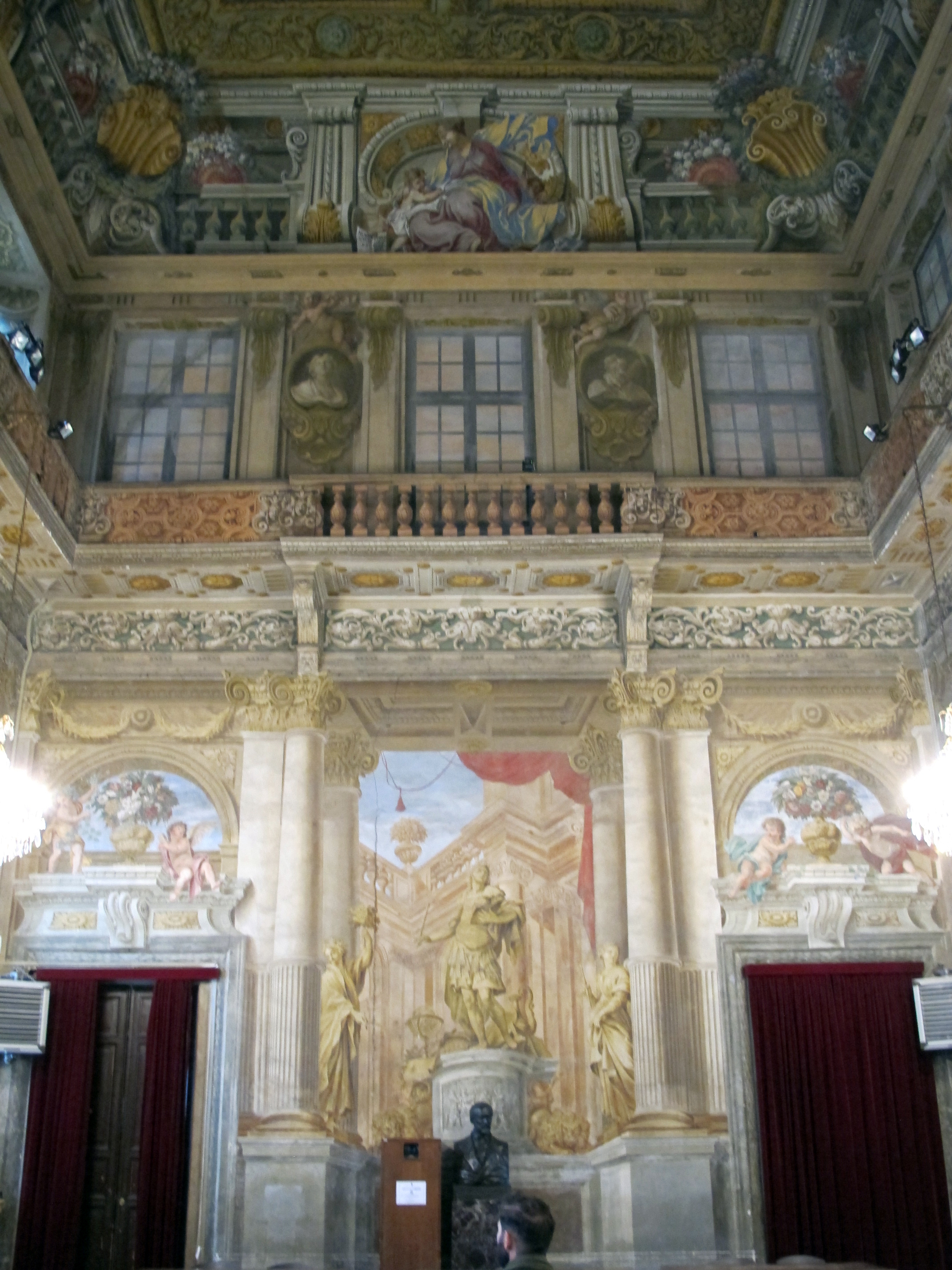
Актовый зал
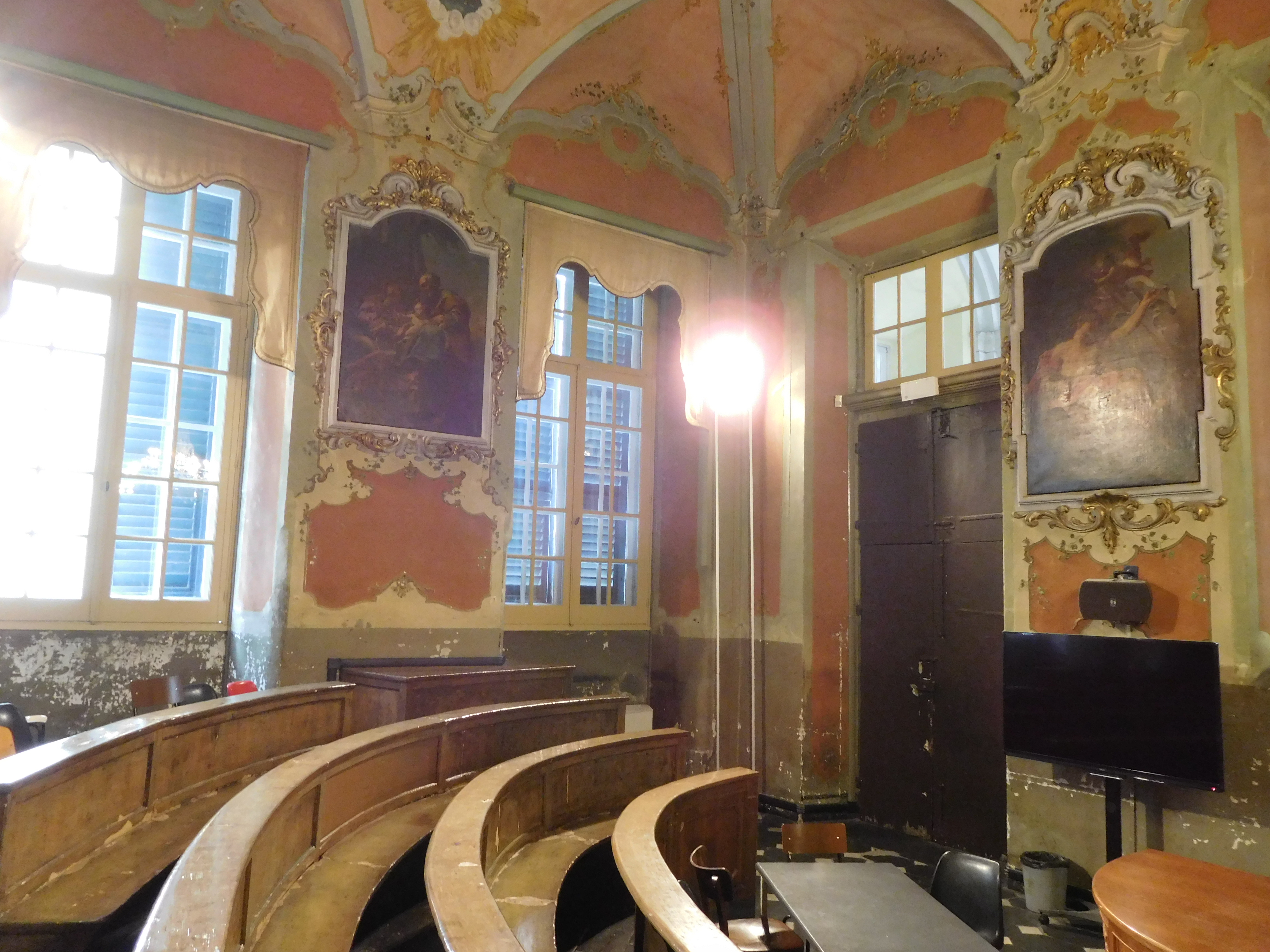
Лекционный зал на Виа Бальби
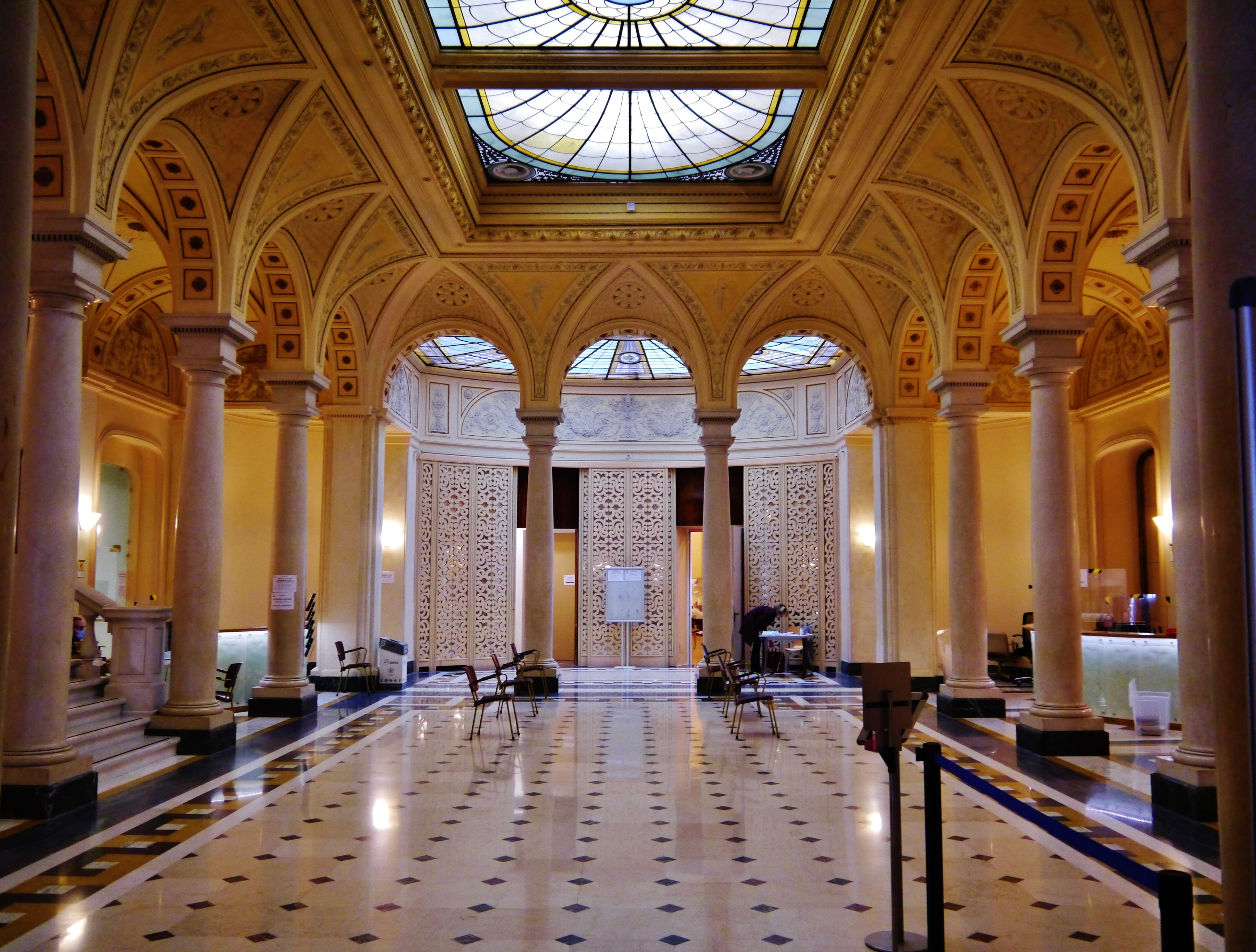
Вход в университетскую библиотеку
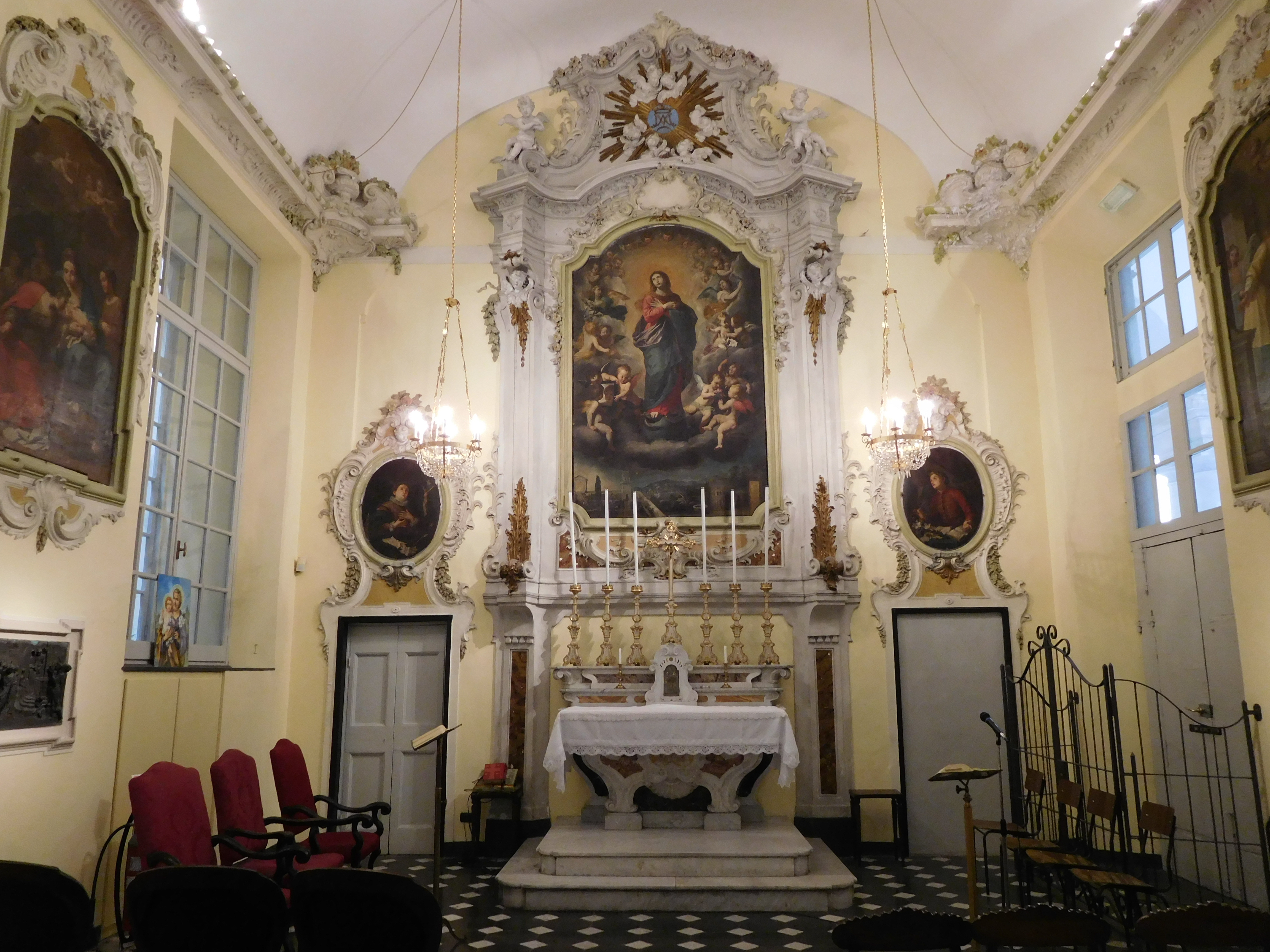
Университетская церковь

## Факультеты Университета
- Факультет архитектуры
- Факультет искусства и философии
- Факультет экономики
- Факультет педагогики
- Инженерный факультет
- Факультет иностранных языков и литературы
- Факультет права
- Факультет математических, физических и естественных наук
- Факультет медицины и хирургии
- Факультет фармакологии
- Факультет политических и социальных наук

Университет Генуи также включает 53 научных отделов и отдел, который занят исследованиями в области ИТ.